# Aloe swynnertonii
Aloe swynnertonii es una especie del género Aloe cuyo hábitat natural son zonas de  Sudáfrica, Malaui, Mozambique y Zimbabue.

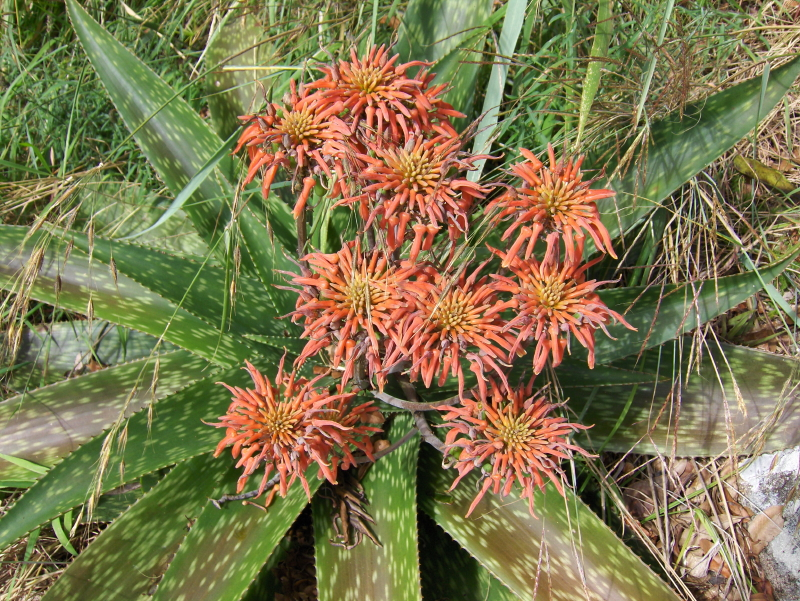
Inflorescencia

## Características
Es una planta herbácea suculenta perenne se surgen solitarias o en pequeños grupos.  Las hojas como todos los aloes se disponen en rosetas, son de color verde brillante con líneas señaladas y numerosas manchas blancas, son largas, estrechas, lanceoladas, carnosas y con  los márgenes armados con dientes. La inflorescencia en una panícula ramificada con racimos colgantes de flores de color naranja-rojo.

## Taxonomía
Aloe swynnertonii fue descrita por Alfred Barton Rendle y publicado en Journal of the Linnean Society, Botany 40: 215, en el año 1911.
Etimología
Ver: Aloe
swynnertonii: epíteto
Sinonimia
- Aloe chimanimaniensis Christian
- Aloe melsetterensis Christian
- Aloe petrophila Pillans
- Aloe vogtsii Reynolds[4][2]